# ニコラス・リーチミア (初代リーチミア男爵)
初代リーチミア男爵ニコラス・リーチミア（英語: Nicholas Lechmere, 1st Baron Lechmere PC、1675年8月5日 – 1727年6月18日）は、イギリスの法律家、政治家、貴族。ホイッグ党に所属し、法務次官、法務長官、ランカスター公領大臣を歴任した。1721年にリーチミア男爵に叙されたが、一代で廃絶した。

## 生涯
エドマンド・リーチミア（Edmund Lechmere）とルーシー・ハンガーフォード（Lucy Hungerford、アンソニー・ハンガーフォードの娘）の次男として、1675年8月5日に生まれた。1693年にミドル・テンプルに入学、1698年に弁護士資格免許を得た後、1708年から1711年まで勅選弁護士を務め、1714年にミドル・テンプルの評議員（bencher）に就任した。
祖父ニコラスと同じく弁護士になり、ホイッグ党志向もすぐに明らかになった。第5代ウォートン男爵トマス・ウォートンの後援を受けて1708年イギリス総選挙でアップルビー選挙区から出馬して当選、議会では弁論への参加に熱心であり、1709年1月にアン女王の再婚を支持し、3月にはスコットランド民兵法の起草に関わった。ヘンリー・サシェヴェレルの弾劾裁判では原告側の検事の1人だったが、とあるトーリー党所属の日記作家はリーチミアが「目を書類から離さずに読み上げていた」と批判した。
1710年イギリス総選挙では同じくウォートンの支持を受けてコッカーマス選挙区で当選した。1710年の総選挙はホイッグ党の敗北に終わったが、リーチミアはそれをばねに精力的に活動し、庶民院におけるトーリー党政権批判の先鋒となった。しかし、野党に回ったため1711年6月に勅選弁護士から解任された。リーチミアはスペイン継承戦争の講和の動向に注目し、1711年12月に「スペインなくして講和なし」の動議に賛成、1712年1月に初代マールバラ公爵ジョン・チャーチル（ホイッグ党所属）の公金着服に関する報告が審議されたとき、マールバラ公爵の軍功を理由に彼を弁護し、2月には防壁条約の破棄に反対した。彼はフランスとの単独講和が防壁条約に反すると主張し、北部担当国務大臣ヘンリー・シンジョンによる「イギリスの同盟国がその義務を逃れた」の主張に対してはシンジョンが戦時大臣を務めていたときにオランダが戦争への努力を尽くしたと断言したことを挙げて彼をやり込めた。最終的に戦況の報告がアン女王に提出されるとき、リーチミアの主張は全く受け入れられなかったが、彼は報告を称賛し、「これほど優れたものが真実ではなかったとは残念だ」（it was a pity so fine a thing was not true）と皮肉を述べた。1713年2月にジョージ・リッドパスが『フライング・ポスト』（Flying Post）紙で講和政策と王位継承問題を批判して文書煽動罪で訴えられると、リーチミアはリッドパスの弁護士を務め、4月に政府が出版物の許可制化法案を提出するとリーチミアは法案が明らかにリッドパスへの攻撃であると指摘した。1713年イギリス総選挙ではコッカーマス選挙区で再選したものの、同じくホイッグ党候補であるジェームズ・スタンホープを犠牲にした結果だった。
1714年8月にジョージ1世が即位してハノーヴァー朝が始まると、リーチミアは法務次官に任命された。1715年イギリス総選挙で再びウォートンの支持を受け、コッカーマス選挙区で再選した。1715年12月に法務次官を辞任したが、その理由には法務長官サー・エドワード・ノーシーとの口論の結果とする説と、1715年ジャコバイト蜂起で反乱した貴族の裁判において直前に発言したサー・ジョセフ・ジキルがオックスフォード大学の行動を批判したのに対し、リーチミアがオックスフォード大学の行動を賞賛したため大法官の初代クーパー男爵ウィリアム・クーパーに解任された説がある。いずれにしても、リーチミアは議会活動を続け、1716年1月に蜂起で捕虜になった反乱貴族の弾劾を推進、人身保護法停止法とスコットランドにおける反乱の首謀者の私権剥奪（attainder）法を成立させた（ただし、政府が反乱貴族の裁判を優先して行う法案を提出したときはトーリー党とともに反対した）。続いて降伏した貴族への恩赦の法案を提出したが、ロバート・ウォルポールが1人（第3代ダーウェントウォーター伯爵ジェームズ・ラドクリフ）の命を救う代償として6万ポンドを提示されたと暴露すると、リーチミアは法案を撤回した。同年には七年議会法案に反対、さらに第2代アーガイル公爵ジョン・キャンベル（王太子ジョージの腹心）とともに野党に回り、王太子ジョージの摂政としての権限がそれまでの摂政よりも少ないことを示した。
1717年4月にホイッグ党が分裂すると、リーチミアは第3代サンダーランド伯爵チャールズ・スペンサーを支持して、庶民院で度々ウォルポールと衝突、その褒賞としてサンダーランド伯爵から終身のランカスター公領大臣職（1717年）と法務長官（1718年）に任命された。ランカスター公領大臣に任命されたとき、議員を辞任して再度選挙戦に挑む必要があったが、コッカーマス選挙区では再選できそうもなかったため、代わりにテュークスベリー選挙区の補欠選挙に出馬して当選した。1718年7月1日、枢密顧問官に任命された。1720年3月、法務次官サー・ウィリアム・トムソンから汚職を告発されたが、調査の末虚偽であると判明、トムソンは法務次官から解任された。しかし、同年5月にジョージ1世が王太子ジョージと和解、ホイッグ党の分裂が解消されると、リーチミアは罷免された。クーパー伯爵（クーパー男爵が1718年に叙爵）はリーチミアの罷免について初代スタンホープ伯爵ジェームズ・スタンホープに祝いの言葉を述べ、彼に関わった人は「みんな彼の排除に喜んだに違いない」（must be glad to be rid of him）と述べた。
南海泡沫事件の後、庶民院は秘密委員会を設立してその調査にあたり、リーチミアは委員に選出されたが、病気を理由にほとんど関わらず、調査が終わるとウォルポールへのあてつけとして南海会社の役員の弁護士を務めた。1721年9月4日、ウスターシャーにおけるイヴシャムのリーチミア男爵に叙され、10月19日に貴族院議員に就任した。
1727年に王太子ジョージがジョージ2世として即位すると、リーチミアはジョージ2世に謁見しようとしたが、ボリングブルック子爵（ヘンリー・シンジョンが1712年に叙爵）がジョージ2世に謁見中だったため部屋の外で待たされた。ボリングブルック子爵の謁見が終わりリーチミアの番になると、彼はボリングブルック子爵が入閣すると勘違いして、ジョージ2世に対しウォルポールとボリングブルック子爵の悪口を言った。ジョージ2世はこのことを気にせず、冗談半分に「あなたは首相になるつもりですか」と返したという。同年6月18日にケンジントンで病死、ハンリー・キャッスルで埋葬された。後継者がおらず、爵位は断絶した。遺産は妻エリザベスが継承、1739年にエリザベスが死去すると甥エドマンド・リーチミアが継承した。

## 人物
庶民院議員の第4代準男爵ジョン・ラッシュアウトが回想したところでは、リーチミアは「宣誓してすぐに発言しようとし、ほかの議員が彼の発言を遮って、彼が発言する前に着席していない（never having sat down）ため現職の議員（a sitting member、強調は原文ママ）ではないとふざけてリーチミアの発言に反対した」という。
『英国下院史』はリーチミアがホイッグ党とハノーヴァー朝の王位継承を強く支持したため、ジョージ1世の即位（1714年）とともに栄達を得られるものと考えられたが、性格が喧嘩早く、政治観の独立性が強かった（quarrelsome nature and independent views）ためあまり出世できなかったという。

## 家族
1719年、エリザベス・ハワード（Elizabeth Howard、第3代カーライル伯爵チャールズ・ハワードの娘）と結婚したが、2人の間に子供はいなかった。